# 潮沢信号場
潮沢信号場（うしおざわしんごうじょう）は、かつて長野県東筑摩郡明科町（現・安曇野市）に存在した、東日本旅客鉄道（JR東日本）篠ノ井線の信号場である。
電報略語：ウサ

## 概要

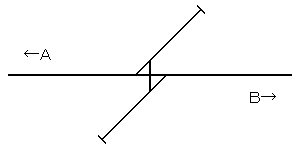
構内配線図　A:明科方面　B:西条方面

篠ノ井線西条 - 明科間は1902年（明治35年）の全通時、潮沢川を遡って第2・第1白坂トンネルを通るルートが設定されていたが、高度経済成長期に輸送力増強のため設置されたのが当信号場である。
当信号場は漆久保トンネル出口と第2白坂トンネル入口の間、明科駅から4.8 km・西条駅から4.9 kmの場所に設置され（当信号場設置時代の両駅間距離は9.7 km、新線切替後の同距離は9.0 km）、明科駅 - 篠ノ井駅間に設置された他の信号場（羽尾信号場と桑ノ原信号場。このうち羽尾信号場は2009年3月14日に廃止）同様シーサスクロッシング1基と引込線2本を備えたスイッチバック式の信号場だった。
新白坂トンネルの完成による旧ルートの放棄により廃止された。なお新白坂トンネルは近い将来の複線化を見越した複線トンネルとして竣工したが、松本駅 - 篠ノ井駅間で複線化されているのは田沢駅 - 明科駅間のみで、それ以降複線化の目処は立っておらず、単線構造での供用が続いている。

## 廃止後
旧線跡は明科駅近くから旧第二白坂トンネルまで遊歩道に整備され、信号場跡も一部に組み込まれている。

## 歴史
- 1961年（昭和36年）9月27日：日本国有鉄道（国鉄）篠ノ井線の信号場として開設[1][2]。
- 1987年（昭和62年）4月1日：国鉄分割民営化により、東日本旅客鉄道の信号場となる[2]。
- 1988年（昭和63年）9月10日：西条 - 明科間のルート変更に伴い廃止[1][2]。

## 周辺
周辺を山に囲まれている。
- 潮沢川
- 国道403号
- JR東日本 篠ノ井線
  - 第二白坂トンネル、第三白坂トンネル

## アクセス手段
2024年現在は付近を路線バスなど公共交通機関が通ってない。
最寄りの駅はJR東日本 篠ノ井線の明科駅である。国道403号などを介して徒歩またはタクシーなどでのアクセスとなる。自家用車では少し離れた場所に遊歩道歩行者向けの駐車場がある。

## 隣の駅
東日本旅客鉄道（JR東日本）
篠ノ井線
明科駅 - 潮沢信号場 - 西条駅